# Chibis

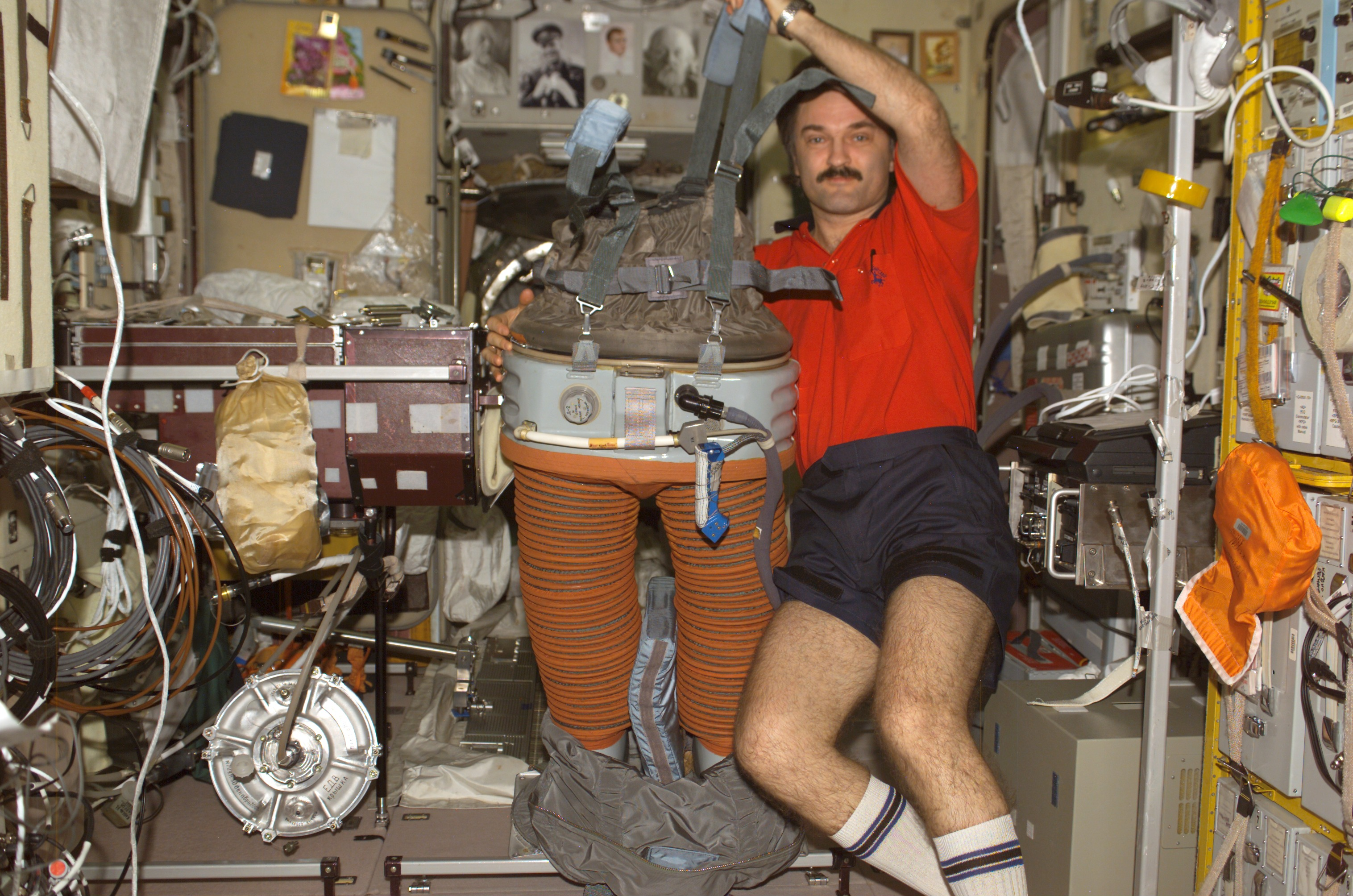
El astronauta Alexander Kaleri junto con un traje Chibis.

Chibis fue un traje utilizado en las estaciones espaciales soviéticas y en la EEI para contrarrestar la acumulación de fluidos en el torso y la cabeza como efecto de la estancia en microgravedad. Consiste en dos perneras en los que el astronauta debe meter las piernas y en las que se crea una presión negativa para que los fluidos acudan a la parte baja del cuerpo. También puede ser usado tras el regreso a tierra, después de una larga estancia en el espacio.
Chibis se utiliza desde 1971, cuando fue utilizado en la estación espacial Salyut 1. El traje tiene una masa de 8,7 kg y el arnés de sujeción otros 3,7 kg.